# L. Kiss Ibolya
L. Kiss Ibolya (teljes nevén: Lackóné Kiss Ibolya; Érbogyoszló, 1894. január 23. – Budapest, 1980. június 18.) szlovákiai magyar írónő.

## Élete
Erdélyben született, Nagyváradon és Budapesten orvosi egyetemen tanult. A Rókus Kórházban kezdett dolgozni, itt ismerkedett meg férjével. A házasság révén került Liptószentmiklósra, itt kezdte írói pályafutását. 
Az 1930-as évek második felétől közli novelláit a Prágai Magyar Hírlap, a Tátra és az Esti Újság. Mindegyik elbeszélése, sőt későbbi regényhősei többsége is valamilyen történelmi személyiség, romantikus beállításban (Balassi Bálint, Csokonai Vitéz Mihály, Juhász Gyula). A második világháború alatt a pozsonyi Toldy Kör adta ki néhány vékony füzetben munkáit, ezeket még a lexikonok se ismerik. 
Férje halála után budapesti rokonokhoz költözött 1971-ben.

## Munkássága
Két regényét szoktak részletesebben ismertetni. Az 1942-es Erzsi tekintetes asszony Madách Imre és Fráter Erzsébet házasságát mutatja be. Szembe ment azzal a felfogással miszerint Madách válása egyedül felesége hűtlenségének köszönhető, s fő felelősnek a drámaíró anyját tette meg. A könyvet 1948-ban Ŝtefan Krĕméry szlovákra fordította. 1964 folytatásokban a Hét képes folyóirat közölte. Ugyancsak Fráter Erzsébetről szólt Az asszony tragédiája című tanulmánya is.
Túl a folyón című regénye egy magyar orvosnő és egy szlovák hegedűművész házasságán keresztül mutatja be a békés együttélés szükségességét. Szintén megjelent szlovákul, támadták is, egyrészt mivel a népek neveit csak körbeírta; másrészt, mert elítélte a magyarok kollektív deportálását.

## Művei
- Diridongó, 1939 Pozsony (elbeszélések)
- Balassa a Tátraalján, Pozsony: Toldy Kör (tanulmány), 1941
- Beteg gazda, 1942, Pozsony: Toldy Kör (parasztkomédia)
- Erzsi tekintetes asszony, 1942 Budapest (regény)
- A nagy cél, 1943 Budapest
- Tátraaljai Rapszódia, 1956 (elbeszélések), Budapest
- Túl a folyón, 1957, Pozsony (regény)
- Az asszony tragédiája, 1966, Pozsony (tanulmány)
- Császy László és Vári Emil, 1987, Nyíregyháza